# Coupe du Golfe des clubs champions 1993
Navigation
Mascate 1992 Doha 1997
La Coupe du golfe des clubs champions 1993 est la 10e édition de la Coupe du golfe des clubs champions. Organisée en décembre 1992 en Arabie saoudite, elle regroupe au sein d'une poule unique les champions des pays du Golfe Persique. Les clubs rencontrent une seule fois leurs adversaires.

## Équipes participantes
6 équipes prennent part au tournoi :
- Al Qadisiya Koweït - Champion du Koweït 1991-1992
- Al Shabab Riyad - Champion d'Arabie saoudite 1990-1991
- Al Muharraq Club - Champion du Bahrein 1991-1992
- Al Shabab Dubaï - 4e du championnat des Émirats arabes unis 1991-1992
- Fanja Club (forfait) - Champion d'Oman 1990-1991
- Al Arabi Doha - Champion du Qatar 1990-1991

## Compétition
| Rang | Équipe             | Pts | J | G | N | P | Bp | Bc | Diff |  | Résultats (▼ dom., ► ext.) |  |     |     |     |     |
| ---- | ------------------ | --- | - | - | - | - | -- | -- | ---- |  | -------------------------- |  | --- | --- | --- | --- |
| 1    | Al Shabab Riyad    | 8   | 4 | 4 | 0 | 0 | 7  | 0  | +7   |  | Al Shabab Riyad            |  | 1-0 | 1-0 | 4-0 | 1-0 |
| 2    | Al Shabab Dubaï    | 6   | 4 | 3 | 0 | 1 | 6  | 2  | +4   |  | Al Shabab Dubaï            |  |     | 2-0 | 1-0 | 3-1 |
| 3    | Al Arabi Doha      | 3   | 4 | 1 | 1 | 2 | 4  | 6  | -2   |  | Al Arabi Doha              |  |     |     | 2-2 | 2-1 |
| 4    | Al Muharraq Club   | 3   | 4 | 1 | 1 | 2 | 6  | 9  | -3   |  | Al Muharraq Club           |  |     |     |     | 4-2 |
| 5    | Al Qadisiya Koweït | 0   | 4 | 0 | 0 | 4 | 4  | 10 | -6   |  | Al Qadisiya Koweït         |  |     |     |     |     |
| 6    | Fanja Club forfait |     |   |   |   |   |    |    |      |  |                            |  |     |     |     |     |

| Coupe des clubs champions du golfe Persique Al Shabab Riyad 1er titre |